# أمير بقطر
أمير بُقْطُر (1898 - 1966) فيلسوف وتربوي مصري قبطي.

## حياته
ولد عام 1898 بأسيوط وتعلم بها وتخرج بجامعة كولومبيا بنيويورك في 1924. عيِّن رئيسا لكلية التربية بالجامعة الأميركية بالقاهرة سنة 1932 وعميدا لها عام 1952. وأصدر مجلة التربية الحديثة بالقاهرة سنة 1927 إلى وفاته. توفي مصطافا في النمسا ودفن في القاهرة عام 1966.

## مؤلفاته
- أمير بقطر (1926). الدنيا في أميركا (ط. الأولى). مصر: المطبعة العصرية. مؤرشف من الأصل في 2022-04-26.

- أمير بقطر (1940). آراء حديثة في التعليم (ط. الأولى). مصر: مطبعة المجلة الجديدة. مؤرشف من الأصل في 2022-04-25.

- أمير بقطر (1941). الدانيمركة: منشآتها الاجتماعية ومدارسها الشعبية (ط. الأولى). مصر: قسم التربية بالجامعة الأمريكية بالقاهرة. مؤرشف من الأصل في 2022-04-25.

- فن الزواج

- كيف تتعلم لتعيش

وله مقالات كثيرة في المجلات العلمية بمصر ولا سيما الهلال بين سنتي 1930 و 1960.

## روابط خارجية
- أمير بقطر على موقع أرشيف الشارخ.